# Tour de Sotchi (Union soviétique)
Le Tour de Sotchi était une course cycliste disputée par étapes, organisée en Union soviétique. Sa dénomination est incertaine. Ainsi la 25e édition de cette course est annoncée (en 1982) : Traditionnelle course cycliste de Sotchi. En 2008, un Tour de Sotchi est organisé en Russie.

## Histoire

### Les débuts?
Faute de sources il n'est pas possible de certifier en quelle année est disputé le Tour de Sotchi (ou Course de Sotchi) pour sa première édition. Cependant les responsables du cyclisme de l'Union soviétique, réorganisé au début des années 1950, admis à participer aux Jeux olympiques à partir de 1952, et dont une équipe est engagée à la Course de la Paix en 1954, doivent prendre en compte la préparation de leurs coureurs. Certes il y a quelques compétitions précoces dans la saison, comme le Tour d'Égypte auquel les soviétiques participent à partir de 1958 (le coureur de Leningrad Alexeï Petrov s'y classe à la seconde place), mais c'est trop peu. Le principal obstacle consiste à trouver des routes déneigées car le climat de l'immense majorité du territoire de l'URSS n'autorise guère la pratique cycliste durant plusieurs mois. Le second obstacle consiste à trouver des routes viables pour des vélos, car le trafic automobile étant peu développé, le développement d'un réseau routier n'est conçu que pour le trafic de camions. La seule zone développée répondant à ces critères se trouve vers la mer Noire, dans la presqu'île de Crimée et, au Sud-ouest du Caucase, sur la frange côtière septentrionale de la mer Noire qui s'étend jusqu'à la Géorgie. Parmi les stations « balnéaires » de cette « riviera » soviétique se trouve la petite ville de Sotchi. La première « course de Sotchi » aurait eu lieu en cette décisive année 1954, mais la première référence, dans les palmarès fragmentaires du cyclisme et des coureurs soviétiques, d'une épreuve disputée à Sotchi date cette course de l'année 1957. Deux hommes se partagent la première place, Viktor Kapitonov qui va effectivement s'illustrer dans la Course de la Paix 1957 et Yuri Koledov. En 1959, le vainqueur en est le coureur Evgeni Klevtzov, déjà vainqueur en 1958, qui devance Youri Melikhov au terme d'une course fractionnée en quatre étapes . La même source permet de donner le nom du vainqueur de l'édition "1960" de l'épreuve, le champion soviétique Gainan Saidschushin. Toutefois elle est qualifiée d'un terme qui devient obsolète dès les années 1970 : c'est une course "préparatoire" à la Course de la Paix.

### Le terrain des "grandes manœuvres du cyclisme soviétique"
Aucune autre source "occidentale" ne renseigne la période 1960-1980... avant que la curiosité d'un journaliste français du sport cycliste, Jean-Marie Leblanc, alors rédacteur en chef du magazine Vélo ne l'amène, accompagné d'un photographe, sur les bords de la Mer Noire au printemps 1982. Le titre de l'éditorial qu'il livre au magazine, dérouter, insiste sur le caractère de son reportage : hors du terrain habituel d'un cyclisme encore très « européo-centré », hors du cyclisme professionnel, que son confrère Pierre Chany dans le même numéro de la revue qualifie, non sans inquiétude, de « cyclisme des mutants », où « les choses n'ont peut-être pas fini de tourner bizarrement », hors des clichés sur le "cyclisme d'État" soviétique. Ce rare article sur le cyclisme soviétique présente la Course de Sotchi, qui n'a pas même de nom officiel, ainsi : 
Sotchi n'est pas n'importe quelle course, pour les Soviétiques. Elle est même celle qu'il ne faut manquer à aucun prix. Parce que c'est là que Viktor Kapitonov, le grand patron, entraîneur général et sélectionneur unique, vient passer en revue ses troupes et constituer le  bataillon de choc qu'il enverra guerroyer en France, en Italie, et surtout à la Course de la Paix, objectif suprême de la saison pour tout le monde (...).
En 1982, ce qu'il est convenu d'appeler Tour de Sotchi, se déroule sur cinq jours. Certes Viktor Kapitonov, est là, mais il y a aussi sur les hommes du terrain, les "quatre entraîneurs adjoints" de l'équipe d'URSS, Nikolaï Morozov et Rodolf Maïseev pour les courses individuelles, Vladimir Sokolov (Champion du monde 1970) et Nikolaï Kiritchenko, pour les courses par équipe. Surtout la compétition n'a plus le statut de course "préparatoire" à la Course de la Paix qu'elle aurait eu à ses débuts. Disputée fin mars-début avril, elle intervient alors que l'équipe soviétique a déjà disputé des épreuves. Ainsi une équipe soviétique a disputé en janvier le Tour du Táchira (Venezuela), faute du traditionnel Tour de Cuba non couru en 1982, y remportant la victoire par Ramazan Galaletdinov, et pour la plupart, les vedettes de l'équipe ont déjà peaufiné leur entraînement plus au sud, dans les Républiques soviétiques de l'Asie centrale en expansion économique, à Alma Ata (Kazakhstan), à Tachkent (Ouzbékistan) ou dans la voisine Géorgie, dont la République autonome d'Abkhazie dispose en sa capitale Sukhumi d'une structure cycliste. Et ce sont vers les routes du Circuit des Ardennes, du Tour du Vaucluse, du Tour du Loir-et-Cher, du Circuit de la Sarthe, du Tour des Régions italiennes (ces deux courses sont d'ailleurs remportées par le vainqueur à Sotchi, Ivan Mitchenko, que les coureurs soviétiques parcourent).

### Le XXVe"Tour deSotchi"
La présence de Jean-Marie Leblanc permet de récolter nombres d'informations intéressantes sur la course. On ne s'attachera ici qu'aux données mesurables. La course fait un total de 660 kilomètres, que le vainqueur parcourt en 17 h 11 min 39 s.  
- 1re étape, 120 km au sud de Sotchi, arrivée en côte. Victoire de Rikho Suun, devant Ivan Mitchenko et Viktor Demidenko, le peloton est à plus de 2 min.
- 2e étape fractionnée en deux demi-étapes, la première, 32 km contre-la-montre, plus au sud encore, 130 coureurs au départ, perturbée par la pluie, ce qui explique que les "vedettes" soient distancées par des seconds couteaux. Vainqueur Piotr Radtchenko.
- 2e demi-étape, critérium sur une route à 4 voies parcourue en 11 aller-retour de 8 km. Victoire de Youri Barinov devant le champion du monde Andreï Vedernikov.
- 3e étape à partir de Sotchi, 140 km sur des routes en corniches à flanc de montagne. Victoire de Charkid Zagretdinov, 43 abandons parmi les 112 coureurs au départ. Ivan Mitchenko prend la tête du classement général, sans qu'un quelconque maillot de leader n'ait été prévu pour le distinguer[15]
- 4e étape, première demi-étape, escalade d'un col au sud de Sotchi, 10 km contre la montre, sans voiture suiveuse, une "bicyclette tous les 500 mètres" tenant lieu de dépannage éventuel. Victoire du spécialiste Sergei Morozov, devant Ivan Ivanov (alors réputé pour être cyclo-crossman), Igor Bokov et Sergueï Soukhoroutchenkov.
- 4e étape, deuxième partie, 120 km en circuit dans Sotchi, au milieu des HLM (selon J-M Leblanc), avec une longue rampe à parcourir 11 fois. Victoire de Alexandre Kulikov, devant Nikolai Kossiakov.
- 5e étape, 170 km en 10 tours de 17 km. Victoire de Alexei Akhov au sprint sur un groupe comprenant Soukhoroutchenkov. Le peloton est à une minute, où Ivan Mitchenko sauve sa première place du classement général.

## Palmarès
Le palmarès du Tour de Sotchi est livré ici dans un état très incomplet. Il permet malgré tout d'aprécier les champions cyclistes soviétiques au cours des quinze dernières années d'existence de l'État soviétique et d'en évaluer le niveau.   
| Année       | Premier                       | âge du vainqueur | Deuxième                  | Troisième                 |
| 1954 & 1956 | Résultats non connus          |                  |                           |                           |
| 1955        | Rodislav Tchizikov            | 26 ans           |                           |                           |
| 1957        | Viktor Kapitonov Yuri Koledov | 24 ans 25 ans    | -                         | Evgeni Klevtzov           |
| 1958        | Evgeni Klevtzov               | 29 ans           | Nikolaï Kolumbet          | Yuri Koledov              |
| 1959        | Evgeni Klevtzov               | 30 ans           | Youri Melikhov            |                           |
| 1960        | Gainan Saidschushin           | 23 ans           |                           |                           |
| 1961-1962   | résultats non connus          |                  |                           |                           |
| 1963        | Anatoli Tcherepovitch         | 27 ans           |                           |                           |
| 1963 -1975  | Résultats non connus          |                  |                           |                           |
| 1976        | Nikolaï Gorelov               | 28 ans           | Sergei Morozov            | Guennadi Komnatov         |
| 1977        | Aavo Pikkuus                  | 23 ans           |                           |                           |
| 1978-1980   | Résultats non connus          |                  |                           |                           |
| 1981        | Youri Barinov                 | 26 ans           | Youri Kachirine           | Leon Dejits               |
| 1982        | Ivan Mitchenko                | 22 ans           | Sergueï Soukhoroutchenkov | Viktor Demidenko          |
| 1983        | Ivar Fels                     |                  | Alexandre Kulikov         | Youri Kachirine           |
| 1984        | Piotr Ugrumov                 | 23 ans           | Viktor Demidenko          | Sergueï Soukhoroutchenkov |
| 1985        | résultats non connus          |                  |                           |                           |
| 1986        | Oleh Petrovich Chuzhda        | 23 ans           | Piotr Ugrumov             | Alexandre Trubin.         |
| 1987        | Piotr Ugrumov                 | 26 ans           | Ivan Ivanov               | Vladimir Poulnikov        |
| 1988        | Vladimir Poulnikov            | 23 ans           | Piotr Ugrumov             | Dimitri Konyshev          |